# Radoniów
Radoniów,  (Duits: Ottendorf) is een plaats in het Poolse woiwodschap Neder-Silezië. 

## Bestuurlijke indeling
Vanaf 1975 tot aan de grote bestuurlijke herindeling van Polen in 1998 viel het dorp bestuurlijk onder woiwodschap Jelenia Góra, vanaf 1998 valt het onder woiwodschap Neder-Silezië, in het district Lwówecki. Het maakt deel uit van de gemeente Lubomierz en ligt op 16 km ten zuidwesten van Lwówek Śląski, en 111 km ten westen van de provinciehoofdstad (woiwodschap) Wrocław.

## Geschiedenis
Na de Tweede Wereldoorlog werd het gebied onder Pools bestuur geplaatst en etnisch gezuiverd volgens de naoorlogse Conferentie van Potsdam. De Duitse bevolking werd verdreven en vervangen door Polen.
In de periode 1953-1963 werd ten noordoosten van het dorp een kleine uraniummijn geëxploiteerd.

## Monumenten
- Kerk "Verheffing van het Heilig Kruis" (opgenomen in het register van Narodowy Instytut Dziedzictwa).
- Een monument ter nagedachtenis aan de slachtoffers van de Eerste Wereldoorlog.
- Een standbeeld van de Heilige Maagd Maria.